# Clara Galle
Clara Huete Sanchéz (Pamplona, 15 april 2002), beter bekend als Clara Galle, is een Spaans actrice. Ze is het meest bekend van haar hoofdrol als Raquel in Through my Window.

## Biografie
Clara Huete Sanchéz werd geboren in Pamplona, Spanje. Ze studeerde acteren aan het Plaza de la Cruz instituut. Een van haar eerste acteerervaringen was in oktober 2021 in de videoclip van Sebastián Yatra's Tacones Rojo's.
In 2022 had ze haar doorbraakrol als de hoofdrol van Raquel in Through my Window. Ook vertolkte ze de rol van Eva Merino in het tweede seizoen van The Boarding School: Las Cumbres op Prime Video. Galle speelde in 2024 een van de hoofdrollen in de Netflix televisieserie Raising voices. Hetzelfde jaar werd ze gecast in de hoofdrol van de film Penumbra.

## Filmografie

### Films
| Jaar | Titel                             | Rol            |
| ---- | --------------------------------- | -------------- |
| 2022 | Through My Window                 | Raquel Mendoza |
| 2023 | Through My Window: Across the Sea | Raquel Mendoza |
| 2024 | Through My Window: Looking at You | Raquel Mendoza |

### Televisie
| Jaar | Titel                            | Rol        | Extra            |
| ---- | -------------------------------- | ---------- | ---------------- |
| 2022 | The Boarding School: Las Cumbres | Eva Merino | Terugkerende rol |
| 2024 | Raising voices                   | Greta      | Hoofdrol         |